# North Shields (Australia)
North Shields  è una localittà dell'Australia Meridionale, sita nella porzione sud-orientale della penisola di Eyre.

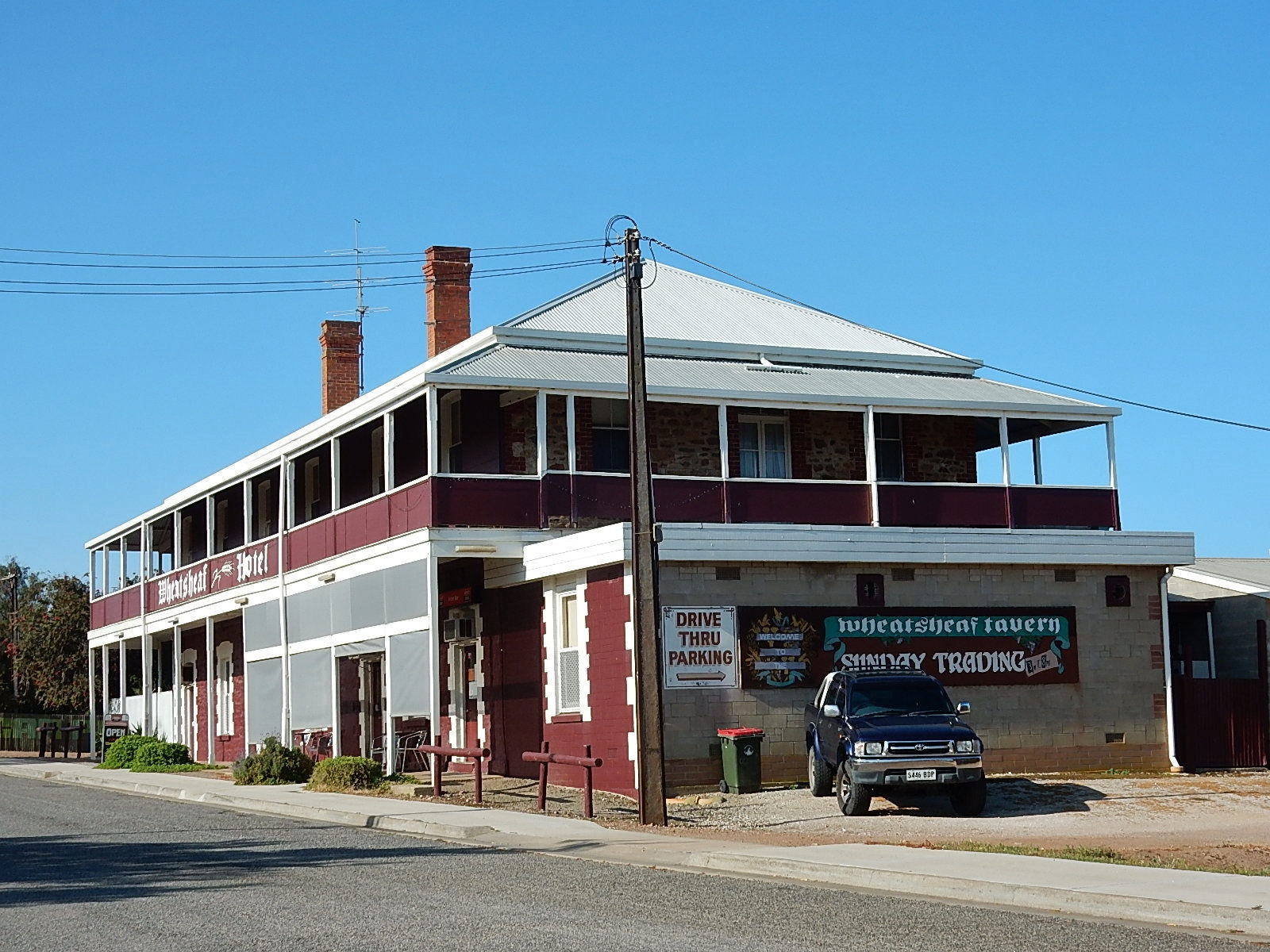
Wheatsheaf Hotel.

L'insediamento si trova sulla fascia costiera appena a nord del centro regionale di Port Lincoln (dal quale dista 11 km), estendendosi dalla sponda meridionale del fiume Tod (che lo separa da Poonindie) fino ad Haigh Drive e a Old Racecourse Road (che rappresentano il confine con Tiatukia), e verso l'interno fino a Chapman Drive (che ne demarca il confine occidentale con le località dell'entroterra): la penisola di Point Boston appena ad est dell'aeroporto spezza la costa in una porzione settentrionale, che si affaccia su Louth Bay, ed una meridionale, che si affaccia su Boston Bay.

A dispetto del nome, l'aeroporto di Port Lincoln ed il cimitero di Poonindie si trovano entrambi su territorio facente parte di North Shields.

## Storia
L'area dove oggi sorge North Shields (il cui nome è mutuato dall'omonima cittadina del North Tyneside) ospitò dal 1849 al 1853 una missione luterana curata dal reverendo Clamor Wilhelm Schuermann, che fra l'altro nel 1844 aveva pubblicato un dizionario nella locale lingua Barngarla: quando Schuermann venne mandato ad evangelizzare i Gunditjmara nel 1853, la missione venne chiusa e gli aborigeni residenti vennero aggregati alla missione di Poonindie, ma i suoi ruderi vengono attualmente ascritti al South Australian Heritage Register col nome di C. W. Schuermann's Mission Site.
Il 13 agosto 1908 aprì i battenti a North Shields un sito di ricezione di posta, ampliato nell'aprile del 1910 a diventare un vero e proprio ufficio postale: esso ha cessato di funzionare in quanto tale il 2 aprile 1993, coi servizi di ricezione postale svolti dal Port Lincoln Caravan Park (il quale a dispetto del nome si trova a North Shields).

La scuola locale è chiusa nel 1973, con l'edificio scolastico che attualmente ospita l'albergo del Lions Clubs International.